# حوزه انتخابیه دشتی و تنگستان
حوزهٔ انتخابیه دشتی و تنگستان یکی از حوزه‌های استان بوشهر برای انتخابات مجلس شورای اسلامی است. این حوزه به مرکزیت خورموج، ۱ نماینده دارد.
نماینده دوره دوازدهم مجلس شورای اسلامی: غلامحسین زارعی

## پی‌نوشت و منبع
- «جدول حوزه‌های انتخابیه در انتخابات نهمین دورهٔ مجلس شورای اسلامی» (PDF). مرکز پژوهش و سنجش افکار صدا و سیما. بایگانی‌شده از اصلی (PDF) در ۵ اكتبر ۲۰۱۸. دریافت‌شده در ۲۶ آوریل ۲۰۱۶. تاریخ وارد شده در |archive-date= را بررسی کنید (کمک)